# Nuh (sura)

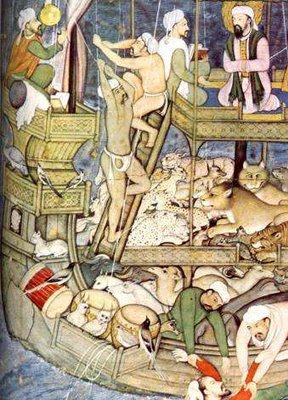
Noas ark

Surat Nūḥ (arabiska: سورة نوح) är den sjuttioförsta suran i Koranen med 28 verser (ayah). Den handlar om profeten Nuh och hans klagan över att hans folk avvisar alla varningar Allah ger dem genom honom. Den är också känd för att den tillskriver skapelsen av solen och månen till Allah. Solen kallas en lampa (sirāğ), men månen kallas "ljus" (nūr).